# Dieci fasi del genocidio
Le dieci fasi del genocidio, definite inizialmente come le otto fasi del genocidio, sono uno strumento accademico e un modello politico creato da Gregory Stanton, fondatore di Genocide Watch, un'organizzazione non governativa con sede a Washington, per spiegare come un genocidio nasce e si sviluppa. Le fasi del genocidio non sono lineari e, di conseguenza, molte di esse possono verificarsi contemporaneamente. Queste fasi sono un modello concettuale sia per analizzare gli eventi e i processi che portano ad un genocidio, sia per determinare misure preventive.
Nel 1996, Stanton presentò al Dipartimento di Stato degli Stati Uniti un documento informativo intitolato "Le 8 fasi del genocidio". Nel documento, suggerì che i genocidi si sviluppano in otto fasi che sono "prevedibili ma non inesorabili". Lo presentò poco dopo aver studiato l'Olocausto, il genocidio cambogiano, il genocidio armeno ed altri genocidi.
Stanton concepì e pubblicò per la prima volta il modello nel 1987 al Warren Wilson College. Nel 2012 aggiunse due ulteriori fasi, discriminazione e persecuzione.
Questo modello è ampiamente utilizzato nell'insegnamento degli studi comparativi sul genocidio in una varietà di contesti, che vanno dai corsi universitari all'educazione museale.

## Dieci fasi del genocidio
| #  | Fase             | Caratteristiche | Misure preventive |
| -- | ---------------- | --- | --- |
| 1  | Classificazione  | Divisione delle persone tra "noi" e "loro". | La principale misura preventiva in questa fase iniziale è sviluppare istituzioni universalistiche che trascendano le divisioni. |
| 2  | Simbolizzazione  | Combinati con l'odio, dei simboli possono essere imposti al gruppo emarginato contro la sua volontà.                                                                      | Per combattere la simbolizzazione, i simboli di odio possono essere legalmente vietati così come l'incitamento all'odio. |
| 3  | Discriminazione  | La legge o il potere culturale escludono alcuni gruppi di persone dai pieni diritti civili: leggi sulla segregazione o sull'apartheid, negazione del diritto di voto.     | Approvare e applicare leggi che vietano la discriminazione. Piena cittadinanza e diritto di voto per tutti i gruppi. |
| 4  | Disumanizzazione | Un gruppo nega l'umanità dell'altro gruppo. I suoi membri sono equiparati ad animali, parassiti, insetti o malattie.                                                      | I leader locali e internazionali dovrebbero condannare l'uso dell'incitamento all'odio e renderlo culturalmente inaccettabile. Ai leader che incitano al genocidio dovrebbe essere vietato viaggiare all'estero e i loro fondi esteri dovrebbero essere congelati. |
| 5  | Organizzazione   | Il genocidio è sempre organizzato. Unità speciali dell'esercito o milizie sono spesso addestrate e armate                                                                 | Le Nazioni Unite dovrebbero imporre un embargo sulle armi ai governi e ai cittadini dei paesi coinvolti nei massacri legati a genocidi e creare commissioni per indagare sulle violazioni.                                                                         |
| 6  | Polarizzazione   | Gli estremisti dividono i gruppi. I leader che si oppongono agli estremisti vengono arrestati e assassinati. Le leggi erodono i diritti civili e le libertà fondamentali. | Prevenzione può significare protezione della sicurezza per i leader moderati o assistenza ai gruppi per i diritti umani. I colpi di stato da parte degli estremisti dovrebbero essere contrastati con sanzioni internazionali.                                     |
| 7  | Preparazione     | Vengono pianificate uccisioni di massa. Le vittime vengono identificate e separate a causa della loro identità etnica o religiosa.                                        | In questa fase, deve essere dichiarata un'emergenza genocidio. Deve essere invocata la piena pressione diplomatica da parte delle organizzazioni regionali, inclusa la preparazione a intervenire per prevenire il genocidio.                                      |
| 8  | Persecuzione     | Espropri, spostamenti forzati, ghetti, campi di concentramento. | Assistenza diretta ai gruppi di vittime, sanzioni mirate contro i persecutori, mobilitazione di assistenza o intervento umanitario, protezione dei rifugiati. |
| 9  | Sterminio        | Per gli assassini è 'sterminio' perché non credono che le loro vittime siano pienamente umane.                                                                            | In questa fase, solo un intervento armato rapido e schiacciante può fermare il genocidio. Dovrebbero essere istituite aree sicure o corridoi di fuga per i rifugiati con una protezione internazionale pesantemente armata.                                        |
| 10 | Negazione        | Gli autori del reato negano di aver commesso alcun crimine. | La risposta alla negazione è la punizione da parte di un tribunale internazionale o di corti nazionali. |